# Властіміл Горт
Властіміл Горт (чеськ. Vlastimil Hort; 12 січня 1944, Кладно — 12 травня 2025) — чехословацький шахіст, від 1985 року представник Німеччини, претендент на звання чемпіона світу.

## Шахова кар'єра
Перших успіхів досягнув на чемпіонаті Чехословаччини серед юнаків, де двічі (у 1960 i 1962 роках) здобув звання чемпіона країни. У 1962 році став міжнародним майстром, a через три роки — гросмейстером. 1964 року виступив на зональному турнірі у Кечкеметі, де поділив 7-8-ме місця. В рамках відбору до чемпіонату світу, на зональному турнірі 1967 року в Галле посів 2-ге місце i кваліфікувався на міжзональний турнір у Сусі, в якому поділив 6-8-ме місця i виступив у дограванні за одне місце в претендентських матчах (які відбулись у Лос-Анджелесі), однак посів друге місце i не потрапляв до числа претендентів. Участь у ще двох міжзональних турнірах, (Пальма-де-Майарка 1970 i Петрополіс 1973), також не принесла потрапляння до претендентських матчів.
Найвищого успіху досягнув 1976 року, посівши на міжзональному турнірі у Манілі 3-тє місце i здобувши право грати у вісімці претендентів. Його чвертьфінальний матч проти Бориса Спаського, який відбувся 1977 року в Рейк'явіку, проходив у дуже запеклій боротьбі й завершився його поразкою з мінімальним рахунком 7½ — 8½.
У 1960-1984 роках представляв Чехословаччину на 11 шахових олімпіадах, із яких сім разів на першій шахівниці. Найвищий успіх припадає на 1982 рік у Люцерні, де у командному заліку здобув срібну медаль. У своєму доробку має також дві медалі в особистому заліку — срібну (14½ очка у 18 партіях на першій шахівниці 1972 року в Скоп'є), а також бронзову (1962 року у Варні на третій шахівниці). Після зміни громадянства ще тричі взяв участь в олімпіадах (у 1988-1992 роках). Загалом на олімпіадах зіграв 197 партій, у яких набрав 125½ очок.
П'ятиразовий чемпіон Чехословаччини (1970, 1971, 1972, 1975, 1977 i 1984), а також тричі (1987, 1989 i 1991) перемагав на чемпіонаті Німеччини. Від початку своєї шахової кар'єри був дуже активним гравцем. Виступив у великій кількості турнірів (переміг у понад 20-ти), зокрема, в матчі століття між СРСР та рештою світу, який відбувся в 1970 році в Белграді. У ньому здолав на 4-й шахівниці Лева Полугаєвського з рахунком 2½ — 1½. Багато разів виступав на турнірах у Польщі, зокрема, тричі на меморіалах Акіби Рубінштейна, перемігши 1977 року.
Найвищий рейтинг Ело в кар'єрі мав станом на 1 січня 1977 року, досягнувши 2620 пунктів ділив тоді (разом з Левом Полугаєвським i Михайлом Талем) 6-8-ме місця у світовій класифікації ФІДЕ.

## Зміни рейтингу
| На цьому місці має відображатися графік чи діаграма, однак з технічних причин його відображення наразі вимкнено. Будь ласка, не видаляйте код, який викликає це повідомлення. Розробники вже працюють для того, щоби відновити штатне функціонування цього графіка або діаграми. | |
| | На цьому місці має відображатися графік чи діаграма, однак з технічних причин його відображення наразі вимкнено. Будь ласка, не видаляйте код, який викликає це повідомлення. Розробники вже працюють для того, щоби відновити штатне функціонування цього графіка або діаграми. |